# Dženan Uščuplić
Dženan Uščuplić (Sarajevo, 18 agosto 1975 – Monte Zelengora, 8 agosto 2024) è stato un calciatore e allenatore di calcio bosniaco, di ruolo centrocampista.

## Biografia

### Giocatore
Come giocatore del Sarajevo in tre occasioni, Uščuplić vinse tre titoli di Coppa di Bosnia e una Supercoppa con il club. Giocò anche per l'Olimpik. Si ritirò nell'estate del 2002 all'età di 27 anni a causa di un infortunio cronico al ginocchio subito nell'aprile del 1998.

### Allenatore
Iniziò la carriera da allenatore nelle giovanili del Sarajevo per poi essere promosso nel 2014 a vice di Robert Jarni. Divenuto poi coach in seguito all'esonero di quest'ultimo, guidò la squadra per otto partite (7 vittorie e un pareggio) vincendo anche la Coppa di Bosnia.
Nell'aprile 2015 riprese le redini del club e poco più di un mese dopo lo portò a vincere il campionato bosniaco. L'11 settembre dello stesso anno venne esonerato dalla carica dopo la sconfitta contro il Slavija. Il 13 maggio 2021, sei anni dopo dall'ultima volta, tornò ad allenare i Bordo-Bijeli in sostituzione di Vinko Marinović. Il 26 maggio dello stesso anno guidò il club alla vittoria della finale di Coppa di Bosnia ai danni del Borac Banja Luka.

### Morte
Morì colpito da un fulmine l'8 agosto 2024 durante un'escursione sul monte Zelengora nel parco nazionale di Sutjeska.

## Palmarès

### Giocatore

#### Competizioni nazionali
- Coppa di Bosnia: 3

Sarajevo: 1996-1997, 1997-1998, 2001-2002
- Supercoppa della Bosnia ed Erzegovina: 1

Sarajevo: 1997

### Allenatore

#### Competizioni nazionali
- Coppa di Bosnia: 2

Sarajevo: 2013-2014, 2020-2021
- Campionato bosniaco: 1

Sarajevo: 2014-2015